# Nickelodeon Kart Racers
Nickelodeon Kart Racers est un jeu vidéo de course développé par Bamtang Games et édité par GameMill Entertainment et Konami, sorti en 2018 sur Nintendo Switch, PlayStation 4 et Xbox One.

## Trame
Le jeu met en scène des courses dont les pilotes sont des héros des séries animées Nickelodeon :
- Bob l'éponge
  - Bob l'éponge
  - Patrick Étoile de mer
  - Sandy Écureuil

- Les Tortues Ninja
  - Leonardo
  - Michelangelo
  - Donatello
  - Raphael

- Hé Arnold !
  - Arnold Shortman
  - Helga Pataki

- Les Razmoket
  - Tommy Cornichon
  - Angelica Cornichon
  - Reptar

## Système de jeu
Liste des Marques de Voitures
Acura
Alfa Romeo
Aston Martin
Autobacs Sportscar Laboratories
Audi
Austin
Bentley Motors
BMW
Bugatti
Cadillac (entreprise)
Caterham
Chevrolet
Chrysler
Citroën
Daihatsu
DeLorean Motor Company
Dodge
Ferrari (entreprise)
Fiat
Ford
Honda
Hyundai Motor
Infiniti
Jaguar (entreprise)
Lamborghini
Lancia
Land Rover
Lexus
Lotus Cars
Maserati
Mazda (automobile)
Mercedes-Benz
MG Motor
Mini (automobile)
Mitsubishi Motors
Morris (automobile)
Nissan
Oldsmobile
Opel
Oullim Motors
Pagani (entreprise)
Peugeot
Pontiac (automobile)
Porsche
Renault
Saab Automobile
Saleen
Saturn (automobile)
Scion (automobile)
Seat
Shelby American Inc.
Smart
Subaru
Suzuki
Tommy kaira
Toyota
TVR (entreprise)
Volkswagen
Volvo Cars

## Accueil
- Nintendo Life : 3/10[1]
- Official Xbox Magazine UK : 5/10[2]